# حارة الجبوبة (صنعاء)
حارة الجبوبة هي إحدى حارات حي معين بمديرية معين إحد مديريات العاصمة اليمنية صنعاء، بلغ تعداد سكانها 2965 نسمة حسب تعداد اليمن لعام 2004.